# Мороз Василь Ананійович
Василь (Антін) Ананійович Мороз (псевдо: «Зубатий», «Зубенко»; 1883/1890 — ?) — український військовик і кооперативний діяч, господарський референт Крайового проводу ОУН ЗУЗ (літо 1944 — серпень 1945), генеральний секретар фінансів Української головної визвольної ради (липень 1944 — серпень 1945), член Крайового військового штабу УПА, господарчий референт ВО «Заграва» (вересень — грудень 1943) та ГК УПА.

## Життєпис

Командування ВО «Богун» разом з прибулими гостями. Нижній ряд (зліва направо): шеф розвідувального відділу (ШРВ) «Немо» (Андрій Кисіль-Дольницький); член проводу ОУН(б) «Іванів» (Омелян Логуш); керівник угорської місії до УПА підполковник Ференц Мартон; комендант запілля УПА-Північ «Горбенко» (Ростислав Волошин); командир групи «Еней» (Петро Олійник); керівник охорони делегації «Кропива» (Василь Процюк). Верхній ряд: заступник ШРВ «Палій» (Василь Коренюк); господарчий референт УПА-Північ «Зубатий» (Василь Мороз у верхньому ряді посередині); шеф штабу групи «Черник» (Казван Дмитро).

За одними даними народився 1890 року, за іншими — у 1883 році у селі Тиманівка Вінницької області. У 1919—1920 роках обіймав посаду шефа відділу кооперативу в Міністерстві господарки УНР при міністрі Євгенові Архипенку. Мав військове звання чотаря в Армії УНР. Після окупації України більшовиками перебрався у 1922 році в село Милостів тодішньої Волинської губернії міжвоєнної Польщі (сьогодні Рівненська область). Був підприємцем — мав свій буфет й пізніше молочний магазин. 1930 року переїхав у село Дядьковичі, де став головою місцевої молочарні. Мав дружні відносини з воєводою губернії Генриком Юзефським, проте також підтримував зв'язки з діячами УНР в еміграції — М. Білим, Скрипником, Матюхом, Сіриком. Створив та став на чолі відділу «Просвіти» в Дядьковичах. З літа 1941 до весни 1943 року керував Рівненською обласною кооперативою («конторою»).
Весною 1943 року (за іншими даними — у липні), щоб уникнути арешту Гестапо, долучився до УПА. Призначений заступником інтенданта Штабу ВО «Заграва», зі серпня 1943 року — інтендантом ВО. Організував створення у лісах на Волині єврейських таборів під охороною УПА, у яких євреї переховувалися від німецької влади і виготовляли одяг та взуття для УПА. Більшість з цих таборів знищено у липні-серпні 1943 року під час німецького наступу, здійсненого під проводом оберґруппенфюрера СС Еріха фон дем Баха проти українського підпілля. З вересня по грудень 1943 року був господарчим референтом ВО «Заграва». Ймовірно у вересні 1943 року обійняв посаду заступника інтенданта Крайового військового штабу УПА-Північ, пізніше — інтенданта. З жовтня 1943 року — господарчий референт ГК УПА. У литопаді 1943 року призначений інтендантом штабу ВО «Богун».
Опис, який дав член ОУН Петро Дужий на допиті НКВС 20 липня 1945 року
З лютого 1944 року — інтендант крайового ВШ УПА-Північ. У серпні 1944 року став господарським референтом Крайового проводу ОУН ЗУЗ. У липні 1944 року на Першому Великому Зборі УГВР обраний генеральним секретарем фінансів Української головної визвольної ради. Ймовірно у другій половині 1944 року захворів на тиф. 23 серпня 1945 року у важкому стані арештований ОВГ ВББ УНКВС Станіславської області. Після допитів етапований до Луцька та завербований УНКВС Волинської області. Мав агентурне псевдо «Бородатий» і проживав на хуторі біля села Забороль Луцького району Волинської області. Втім, жодної інформації органам МДБ не надав, за що потрапив під слідство за зв'язки з підпіллям ОУН. Ймовірно помер в ув'язненні.